# Carnavalescos campeões do carnaval do Rio de Janeiro

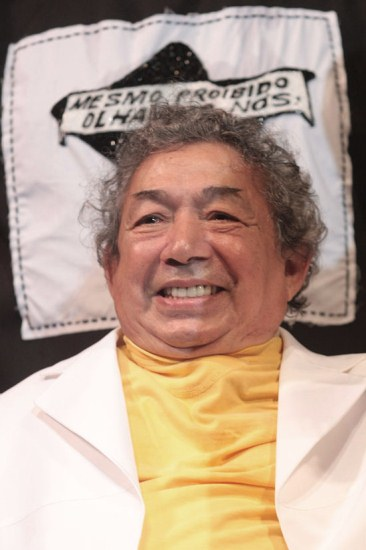
Joãosinho Trinta é o carnavalesco com mais títulos no carnaval carioca. Foram nove conquistas na primeira divisão e outras três em grupos de acesso.

A lista de carnavalescos campeões do carnaval do Rio de Janeiro relaciona os carnavalescos vencedores de cada ano dos desfiles da primeira divisão do carnaval carioca. O Desfile das escolas de samba do Rio de Janeiro é a parada carnavalesca que acontece anualmente no período de carnaval. Um determinado número de agremiações disputa o título de campeã do carnaval através de avaliações feitas por jurados divididos em diversos quesitos previamente estipulados pela liga organizadora do evento. O desfile competitivo foi idealizado pelo jornalista pernambucano Mário Filho, irmão do dramaturgo Nelson Rodrigues, através do seu periódico, Mundo Sportivo. O primeiro concurso ocorreu no carnaval de 1932. Ao longo dos anos, a primeira divisão do carnaval carioca teve várias nomenclaturas, passando pela organização de diversas entidades carnavalescas.
O carnavalesco é o profissional responsável pela concepção e desenvolvimento do enredo a ser apresentado por uma escola de samba, bem como a concepção, desenvolvimento e construção das alegorias e fantasias relacionadas ao enredo por este proposto. Em alguns casos, os carnavalescos desenvolvem o enredo a partir de um tema proposto pela direção da escola de samba. Em outros, ele mesmo sugere o tema a partir de uma ideia original sua. Muitos carnavalescos têm formação ou alguma ligação com artes plásticas, artes cênicas, teatro ou dança. Algumas agremiações optam por uma comissão de carnaval, quando um conjunto de carnavalescos trabalham juntos na concepção e confecção de um desfile.
O termo "carnavalesco" foi difundido a partir da década de 1960, quando o professor da Escola de Belas Artes e cenógrafo do Teatro Municipal do Rio de Janeiro Fernando Pamplona levou para o Salgueiro cenógrafos e alunos seus na EBA para trabalhar no barracão da escola. A partir de então, as demais agremiações passaram a convidar artistas acadêmicos para confeccionar seus desfiles, consolidado a presença de artistas plásticos nos desfiles de escolas de samba. Nos primórdios dos desfiles, o carnaval era confeccionado pelos próprios desfilantes e pessoas ligadas à direção das escolas, o que explica a falta de informações sobre alguns dos primeiros desfiles organizados.
Mais de cinquenta carnavalescos diferentes já conquistaram, uma ou mais vezes, o título máximo do carnaval carioca. Joãosinho Trinta é o maior vencedor, com nove títulos conquistados na primeira divisão e outros três em grupos de acesso. O carnavalesco também detém o recorde de títulos consecutivos, conquistados entre os carnavais de 1974 a 1978.

## Campeões por ano
Abaixo, a listagem de carnavalescos campeões em cada ano da primeira divisão do carnaval do Rio de Janeiro. Ao longo dos anos, a primeira divisão do carnaval carioca teve várias nomenclaturas e foi organizada por diversas entidades carnavalescas. Em alguns dos anos, houve mais de um desfile. Também são comuns empates entre as escolas. Alguns carnavais, especialmente no início da competição, não possuem informação disponível sobre carnavalescos campeões e enredos. 
| Legenda: * Sem informação disponível |

| Pré-oficialização | Pré-oficialização | Pré-oficialização                                        | Pré-oficialização | Pré-oficialização                  |
| Ano               | Carnavalesco campeão / (número do título) | Escola de samba                                          | Enredo | Ref.                               |
| ----------------- | --- | -------------------------------------------------------- | --- | ---------------------------------- |
| 1932              | * | Estação Primeira de Mangueira                            | Sorrindo / Na Floresta | [ 7 ] [ 8 ]                        |
| 1933              | Pedro Palheta (1) e Maçu da Mangueira (1) | Estação Primeira de Mangueira                            | Uma Segunda-feira no Bonfim da Bahia                                                                                                  | [ 9 ] [ 10 ]                       |
| 1934              | * | Estação Primeira de Mangueira (O País)                   | Divina Dama / República da Orgia | [ 11 ] [ 12 ]                      |
| 1934              | * | Recreio de Ramos (A Hora)                                | * | [ 11 ] [ 12 ]                      |
| Desfile Oficial   | |                                                          | |                                    |
| Ano               | Carnavalesco campeão / (número do título) | Escola de samba                                          | Enredo | Ref.                               |
| 1935              | Antônio Caetano (1) | Vai Como Pode (Portela)                                  | O Samba Dominando o Mundo | [ 13 ] [ 14 ]                      |
| 1936              | * | Unidos da Tijuca                                         | Sonhos Delirantes | [ 15 ] [ 16 ]                      |
| 1937              | * | Vizinha Faladeira                                        | Uma Só Bandeira | [ 17 ] [ 18 ]                      |
| 1938              | As escolas desfilaram, mas não foram julgadas | As escolas desfilaram, mas não foram julgadas            | As escolas desfilaram, mas não foram julgadas                                                                                         | [ 19 ] [ 20 ] [ 21 ]               |
| 1939              | Paulo da Portela (1) | Portela                                                  | Teste ao Samba | [ 22 ] [ 23 ]                      |
| 1940              | * | Estação Primeira de Mangueira                            | Prantos, Pretos e Poetas | [ 24 ] [ 25 ]                      |
| 1941              | Paulo da Portela (2) e Lino Manoel dos Reis (1) | Portela                                                  | Dez Anos de Glória | [ 26 ] [ 27 ]                      |
| 1942              | Lino Manoel dos Reis (2) | Portela                                                  | A Vida do Samba | [ 28 ] [ 29 ]                      |
| 1943              | Liga da Defesa Nacional (1) | Portela                                                  | Carnaval de Guerra | [ 30 ] [ 31 ]                      |
| 1944              | Liga da Defesa Nacional (2) | Portela                                                  | Brasil Glorioso | [ 32 ] [ 33 ]                      |
| 1945              | Liga da Defesa Nacional (3) | Portela                                                  | Motivos Patrióticos | [ 34 ] [ 35 ]                      |
| 1946              | Lino Manoel dos Reis (3) | Portela                                                  | Alvorada do Novo Mundo | [ 36 ] [ 37 ]                      |
| 1947              | Euzébio (1) e Lino Manoel dos Reis (4) | Portela                                                  | Honra ao Mérito | [ 38 ] [ 39 ]                      |
| 1948              | * | Império Serrano                                          | Homenagem a Antônio Castro Alves | [ 40 ] [ 41 ]                      |
| 1949              | * | Império Serrano (FBES)                                   | Exaltação a Tiradentes | [ 42 ] [ 43 ] [ 44 ]               |
| 1949              | * | Estação Primeira de Mangueira (UGESB)                    | Apologia aos mestres | [ 42 ] [ 43 ] [ 44 ]               |
| 1950              | * | Império Serrano (FBES)                                   | Batalha Naval do Riachuelo | [ 45 ] [ 46 ] [ 47 ] [ 48 ] [ 49 ] |
| 1950              | * | Estação Primeira de Mangueira (UCES)                     | Plano SALTE — Saúde, Lavoura, Transporte e Educação                                                                                   | [ 45 ] [ 46 ] [ 47 ] [ 48 ] [ 49 ] |
| 1950              | * | Prazer da Serrinha (UGESB)                               | * | [ 45 ] [ 46 ] [ 47 ] [ 48 ] [ 49 ] |
| 1950              | * | Unidos da Capela (UGESB)                                 | * | [ 45 ] [ 46 ] [ 47 ] [ 48 ] [ 49 ] |
| 1951              | * | Império Serrano (FBES)                                   | Sessenta e Um Anos de República | [ 50 ] [ 51 ] [ 52 ] [ 53 ]        |
| 1951              | Lino Manoel dos Reis (5) | Portela (UGESB)                                          | A Volta do Filho Pródigo | [ 50 ] [ 51 ] [ 52 ] [ 53 ]        |
| Supercampeonato   | |                                                          | |                                    |
| Ano               | Carnavalesco campeão / (número do título) | Escola de samba                                          | Enredo | Ref.                               |
| 1952              | A apuração não foi realizada | A apuração não foi realizada                             | A apuração não foi realizada | [ 54 ] [ 55 ] [ 56 ]               |
| 1953              | Lino Manoel dos Reis (6) | Portela                                                  | As Seis Datas Magnas | [ 57 ] [ 58 ]                      |
| 1954              | * | Estação Primeira de Mangueira                            | Rio de Janeiro de Ontem e Hoje | [ 59 ] [ 60 ]                      |
| 1955              | * | Império Serrano                                          | Exaltação a Caxias | [ 61 ] [ 62 ]                      |
| 1956              | * | Império Serrano                                          | Caçador de Esmeraldas ou Sonhos das Esmeraldas                                                                                        | [ 63 ] [ 64 ]                      |
| 1957              | Djalma Vogue (1), Candeia (1) e Joacir (1) | Portela                                                  | Legados de D. João VI | [ 65 ] [ 66 ]                      |
| 1958              | Djalma Vogue (2) | Portela                                                  | Vultos e Efemérides do Brasil | [ 67 ] [ 68 ]                      |
| 1959              | Djalma Vogue (3) | Portela                                                  | Brasil, Panteon de Glórias | [ 69 ] [ 70 ]                      |
| 1960              | Djalma Vogue (4) | Portela                                                  | Rio, Capital Eterna do Samba ou Rio, Cidade Eterna                                                                                    | [ 71 ] [ 72 ]                      |
| 1960              | * | Estação Primeira de Mangueira                            | Glória ao Samba ou Carnaval de Todos os Tempos                                                                                        | [ 71 ] [ 72 ]                      |
| 1960              | Fernando Pamplona (1), Arlindo Rodrigues (1) e Newton de Sá (1)                                                                                            | Acadêmicos do Salgueiro                                  | Quilombo dos Palmares | [ 71 ] [ 72 ]                      |
| 1960              | João Moleque (1) | Unidos da Capela                                         | Produtos e Costumes de Nossa Terra | [ 71 ] [ 72 ]                      |
| 1960              | * | Império Serrano                                          | Medalhas e Brasões | [ 71 ] [ 72 ]                      |
| 1961              | * | Estação Primeira de Mangueira                            | Reminiscências do Rio Antigo | [ 73 ] [ 74 ]                      |
| Grupo 1           | |                                                          | |                                    |
| Ano               | Carnavalesco campeão / (número do título) | Escola de samba                                          | Enredo | Ref.                               |
| 1962              | Nelson de Andrade (1) | Portela                                                  | Rugendas ou Viagens Pitorescas Através do Brasil                                                                                      | [ 75 ] [ 76 ]                      |
| 1963              | Arlindo Rodrigues (2) | Acadêmicos do Salgueiro                                  | Chica da Silva | [ 77 ] [ 78 ]                      |
| 1964              | Nelson de Andrade (2) | Portela                                                  | O Segundo Casamento de D. Pedro I | [ 79 ] [ 80 ]                      |
| 1965              | Arlindo Rodrigues (3) e Fernando Pamplona (2) | Acadêmicos do Salgueiro                                  | História do Carnaval Carioca - Eneida                                                                                                 | [ 81 ] [ 82 ]                      |
| 1966              | Nelson de Andrade (3) | Portela                                                  | Memórias de Um Sargento de Milícias                                                                                                   | [ 83 ] [ 84 ]                      |
| 1967              | Júlio Mattos (1) | Estação Primeira de Mangueira                            | O Mundo Encantado de Monteiro Lobato                                                                                                  | [ 85 ] [ 86 ]                      |
| 1968              | Júlio Mattos (2) | Estação Primeira de Mangueira                            | Samba, Festa de Um Povo | [ 87 ] [ 88 ]                      |
| 1969              | Arlindo Rodrigues (4) e Fernando Pamplona (3) | Acadêmicos do Salgueiro                                  | Bahia de Todos os Deuses | [ 89 ] [ 90 ]                      |
| 1970              | Clóvis Bornay (1) e Arnaldo Pederneiras (1) | Portela                                                  | Lendas e Mistérios da Amazônia | [ 91 ] [ 92 ]                      |
| 1971              | Arlindo Rodrigues (5), Fernando Pamplona (4), Maria Augusta (1) e Joãsinho Trinta (1)                                                                      | Acadêmicos do Salgueiro                                  | Festa Para Um Rei Negro | [ 93 ] [ 94 ]                      |
| 1972              | Fernando Pinto (1) | Império Serrano                                          | Alô, Alô, Taí Carmem Miranda | [ 95 ] [ 96 ]                      |
| 1973              | Júlio Mattos (3) | Estação Primeira de Mangueira                            | Lendas do Abaeté | [ 97 ] [ 98 ]                      |
| 1974              | Joãosinho Trinta (2) e Maria Augusta (2) | Acadêmicos do Salgueiro                                  | O Rei de França na Ilha da Assombração                                                                                                | [ 99 ] [ 100 ]                     |
| 1975              | Joãosinho Trinta (3) | Acadêmicos do Salgueiro                                  | O Segredo das Minas do Rei Salomão | [ 101 ] [ 102 ]                    |
| 1976              | Joãosinho Trinta (4) | Beija-Flor                                               | Sonhar com Rei dá Leão | [ 103 ] [ 104 ] [ 105 ]            |
| 1977              | Joãosinho Trinta (5) | Beija-Flor                                               | Vovó e o Rei da Saturnália na Corte Egípciana                                                                                         | [ 106 ] [ 107 ] [ 108 ]            |
| 1978              | Joãosinho Trinta (6) | Beija-Flor                                               | A Criação do Mundo na Tradição Nagô                                                                                                   | [ 109 ] [ 110 ] [ 111 ]            |
| Grupo 1-A         | |                                                          | |                                    |
| Ano               | Carnavalesco campeão / (número do título) | Escola de samba                                          | Enredo | Ref.                               |
| 1979              | Arlindo Rodrigues (6) | Mocidade Independente de Padre Miguel                    | O Descobrimento do Brasil | [ 112 ] [ 113 ] [ 114 ]            |
| 1980              | Joãosinho Trinta (7) | Beija-Flor                                               | O Sol da Meia-noite, Uma Viagem ao País das Maravilhas                                                                                | [ 115 ] [ 116 ] [ 117 ]            |
| 1980              | Arlindo Rodrigues (7) | Imperatriz Leopoldinense                                 | O Quê que a Bahia Tem? | [ 115 ] [ 116 ] [ 117 ]            |
| 1980              | Viriato Ferreira (1) | Portela                                                  | Hoje tem Marmelada! | [ 115 ] [ 116 ] [ 117 ]            |
| 1981              | Arlindo Rodrigues (8) | Imperatriz Leopoldinense                                 | O Teu Cabelo Não Nega | [ 118 ] [ 119 ] [ 120 ]            |
| 1982              | Rosa Magalhães (1) e Lícia Lacerda (1) | Império Serrano                                          | Bum Bum Paticumbum Prugurundum | [ 121 ] [ 122 ] [ 123 ]            |
| 1983              | Joãosinho Trinta (8) | Beija-Flor                                               | A Grande Constelação das Estrelas Negras                                                                                              | [ 124 ] [ 125 ] [ 126 ]            |
| 1984              | Edmundo Braga (1) e Paulino Espírito Santo (1) | Portela (Desfile de domingo)                             | Contos de Areia | [ 127 ] [ 128 ] [ 129 ] [ 130 ]    |
| 1984              | Max Lopes (1) | Estação Primeira de Mangueira (Desfile de segunda-feira) | Yes, Nós Temos Braguinha | [ 127 ] [ 128 ] [ 129 ] [ 130 ]    |
| 1985              | Fernando Pinto (2) | Mocidade Independente de Padre Miguel                    | Ziriguidum 2001 - Carnaval nas Estrelas                                                                                               | [ 131 ] [ 132 ] [ 133 ]            |
| 1986              | Júlio Mattos (4) | Estação Primeira de Mangueira                            | Caymmi Mostra ao Mundo o que a Bahia e a Mangueira Têm                                                                                | [ 134 ] [ 135 ] [ 136 ]            |
| Grupo 1           | |                                                          | |                                    |
| Ano               | Carnavalesco campeão / (número do título) | Escola de samba                                          | Enredo | Ref.                               |
| 1987              | Júlio Mattos (5) | Estação Primeira de Mangueira                            | No Reino das Palavras, Carlos Drummond de Andrade                                                                                     | [ 137 ] [ 138 ] [ 139 ]            |
| 1988              | Paulo César Cardoso (1), Milton Siqueira (1) e Ilvamar Magalhães (1)                                                                                       | Unidos de Vila Isabel                                    | Kizomba, Festa da Raça | [ 140 ] [ 141 ] [ 142 ]            |
| 1989              | Max Lopes (2) | Imperatriz Leopoldinense                                 | Liberdade! Liberdade! Abre as Asas sobre Nós                                                                                          | [ 143 ] [ 144 ] [ 145 ]            |
| Grupo Especial    | |                                                          | |                                    |
| Ano               | Carnavalesco campeão / (número do título) | Escola de samba                                          | Enredo | Ref.                               |
| 1990              | Renato Lage (1) e Lilian Rabello (1) | Mocidade Independente de Padre Miguel                    | Vira, Virou, a Mocidade Chegou | [ 146 ] [ 147 ] [ 148 ]            |
| 1991              | Renato Lage (2) e Lilian Rabello (2) | Mocidade Independente de Padre Miguel                    | Chuê, Chuá, as Águas Vão Rolar | [ 149 ] [ 150 ] [ 151 ]            |
| 1992              | Chico Spinoza (1) e Mário Monteiro (1) | Estácio de Sá                                            | Paulicéia Desvairada - 70 Anos de Modernismo                                                                                          | [ 152 ] [ 153 ] [ 154 ]            |
| 1993              | Mário Borriello (1) | Acadêmicos do Salgueiro                                  | Peguei Um Ita no Norte | [ 155 ] [ 156 ] [ 157 ]            |
| 1994              | Rosa Magalhães (2) | Imperatriz Leopoldinense                                 | Catarina de Médicis na Corte dos Tupinambôs e dos Tabajéres                                                                           | [ 158 ] [ 159 ] [ 160 ]            |
| 1995              | Rosa Magalhães (3) | Imperatriz Leopoldinense                                 | Mais Vale Um Jegue que Me Carregue, que Um Camelo que Me Derrube, Lá no Ceará                                                         | [ 161 ] [ 162 ] [ 163 ]            |
| 1996              | Renato Lage (3) | Mocidade Independente de Padre Miguel                    | Criador e Criatura | [ 164 ] [ 165 ] [ 166 ]            |
| 1997              | Joãosinho Trinta (9) | Unidos do Viradouro                                      | Trevas! Luz! A Explosão do Universo                                                                                                   | [ 167 ] [ 168 ] [ 169 ]            |
| 1998              | Cid Carvalho (1), Amarildo de Mello (1), Anderson Müller (1), Fran Sérgio (1), Ubiratan Silva (1), Nelson Ricardo (1), Paulo Führo (1) e Victor Santos (1) | Beija-Flor                                               | O Mundo Místico dos Caruanas nas Águas do Patu-anu                                                                                    | [ 170 ] [ 171 ] [ 172 ]            |
| 1998              | Alexandre Louzada (1) | Estação Primeira de Mangueira                            | Chico Buarque da Mangueira | [ 170 ] [ 171 ] [ 172 ]            |
| 1999              | Rosa Magalhães (4) | Imperatriz Leopoldinense                                 | Brasil, Mostra a Sua Cara em... Theatrum Rerum Naturalium Brasiliae                                                                   | [ 173 ] [ 174 ] [ 175 ]            |
| 2000              | Rosa Magalhães (5) | Imperatriz Leopoldinense                                 | Quem Descobriu o Brasil Foi Seu Cabral, no Dia 22 de Abril, Dois Meses Depois do Carnaval                                             | [ 176 ] [ 177 ] [ 178 ]            |
| 2001              | Rosa Magalhães (6) | Imperatriz Leopoldinense                                 | Cana-caiana, Cana Roxa, Cana Fita, Cana Preta, Amarela, Pernambuco... Quero Vê Descê o Suco na Pancada do Ganzá                       | [ 179 ] [ 180 ] [ 181 ]            |
| 2002              | Max Lopes (3) | Estação Primeira de Mangueira                            | Brazil com Z é pra Cabra da Peste, Brasil com S é Nação do Nordeste                                                                   | [ 182 ] [ 183 ] [ 184 ]            |
| 2003              | Laíla (1), Cid Carvalho (2), Fran Sérgio (2), Ubiratan Silva (2) e Shangai (1)                                                                             | Beija-Flor                                               | O Povo Conta a Sua História: Saco Vazio Não Para em Pé - A Mão que Faz a Guerra, Faz a Paz                                            | [ 185 ] [ 186 ] [ 187 ]            |
| 2004              | Laíla (2), Cid Carvalho (3), Fran Sérgio (3), Ubiratan Silva (3) e Shangai (2)                                                                             | Beija-Flor                                               | Manôa, Manaus, Amazônia, Terra Santa: Alimenta o Corpo, Equilibra a Alma e Transmite a Paz                                            | [ 188 ] [ 189 ] [ 190 ]            |
| 2005              | Laíla (3), Cid Carvalho (4), Fran Sérgio (4), Ubiratan Silva (4) e Shangai (3)                                                                             | Beija-Flor                                               | O Vento Corta as Terras dos Pampas. Em Nome do Pai, do Filho e do Espírito Guarani. Sete Povos na Fé e na Dor... Sete Missões de Amor | [ 191 ] [ 192 ] [ 193 ]            |
| 2006              | Alexandre Louzada (2) | Unidos de Vila Isabel                                    | Soy Loco por Ti, América - A Vila Canta a Latinidade                                                                                  | [ 194 ] [ 195 ] [ 196 ]            |
| 2007              | Laíla (4), Alexandre Louzada (3), Fran Sérgio (5), Ubiratan Silva (5) e Shangai (4)                                                                        | Beija-Flor                                               | Áfricas - Do Berço Real à Corte Brasiliana                                                                                            | [ 197 ] [ 198 ] [ 199 ]            |
| 2008              | Laíla (5), Alexandre Louzada (4), Fran Sérgio (6), Ubiratan Silva (6) e Shangai (5)                                                                        | Beija-Flor                                               | Macapabá: Equinócio Solar, Viagens Fantásticas ao Meio do Mundo                                                                       | [ 200 ] [ 201 ] [ 202 ]            |
| 2009              | Renato Lage (4) | Acadêmicos do Salgueiro                                  | Tambor | [ 203 ] [ 204 ]                    |
| 2010              | Paulo Barros (1) | Unidos da Tijuca                                         | É Segredo! | [ 205 ] [ 206 ]                    |
| 2011              | Laíla (6), Alexandre Louzada (5), Fran Sérgio (7), Ubiratan Silva (7) e Victor Santos (2)                                                                  | Beija-Flor                                               | A Simplicidade de Um Rei | [ 207 ] [ 208 ]                    |
| 2012              | Paulo Barros (2) | Unidos da Tijuca                                         | O Dia em que Toda a Realeza Desembarcou na Avenida para Coroar o Rei Luiz do Sertão                                                   | [ 209 ] [ 210 ]                    |
| 2013              | Rosa Magalhães (7) | Unidos de Vila Isabel                                    | A Vila Canta o Brasil, Celeiro do Mundo - "Água no Feijão que Chegou Mais Um"                                                         | [ 211 ] [ 212 ]                    |
| 2014              | Paulo Barros (3) | Unidos da Tijuca                                         | Acelera, Tijuca! | [ 213 ] [ 214 ]                    |
| 2015              | Laíla (7), Fran Sérgio (8), Ubiratan Silva (8), Victor Santos (3), André Cezari (1), Bianca Behrends (1) e Cláudio Russo (1)                               | Beija-Flor                                               | Um Griô Conta a História: Um Olhar Sobre a África e o Despontar da Guiné Equatorial. Caminhemos Sobre a Trilha de Nossa Felicidade    | [ 215 ] [ 216 ]                    |
| 2016              | Leandro Vieira (1) | Estação Primeira de Mangueira                            | Maria Bethânia: A Menina dos Olhos de Oyá                                                                                             | [ 217 ] [ 218 ]                    |
| 2017              | Paulo Barros (4) | Portela                                                  | Quem Nunca Sentiu o Corpo Arrepiar ao Ver Esse Rio Passar?                                                                            | [ 219 ] [ 220 ] [ 221 ]            |
| 2017              | Alexandre Louzada (6) | Mocidade Independente de Padre Miguel                    | As Mil e Uma Noites de Uma 'Mocidade' pra Lá de Marrakesh                                                                             | [ 219 ] [ 220 ] [ 221 ]            |
| 2018              | Laíla (8), Cid Carvalho (5), Victor Santos (4), Bianca Behrends (2), Rodrigo Pacheco (1) e Léo Mídia (1)                                                   | Beija-Flor                                               | Monstro É Aquele que Não Sabe Amar. Os Filhos Abandonados da Pátria que os Pariu                                                      | [ 222 ] [ 223 ]                    |
| 2019              | Leandro Vieira (2) | Estação Primeira de Mangueira                            | História pra Ninar Gente Grande | [ 224 ] [ 225 ]                    |
| 2020              | Marcus Ferreira (1) e Tarcisio Zanon (1) | Unidos do Viradouro                                      | Viradouro de Alma Lavada | [ 226 ]                            |
| 2022              | Gabriel Haddad (1) e Leonardo Bora (1) | Acadêmicos do Grande Rio                                 | Fala, Majeté! Sete Chaves de Exu | [ 227 ]                            |
| 2023              | Leandro Vieira (3) | Imperatriz Leopoldinense                                 | O Aperreio do Cabra que o Excomungado Tratou com Má-Querença e o Santíssimo não Deu Guarida                                           | [ 228 ]                            |
| 2024              | Tarcisio Zanon (2) | Unidos do Viradouro                                      | Arroboboi, Dangbé | [ 229 ]                            |
| 2025              | João Vitor Araújo (1) | Beija-Flor                                               | Laíla de Todos os Santos, Laíla de Todos os Sambas                                                                                    | [ 230 ]                            |

## Estatísticas

### Títulos por carnavalesco(a)
Abaixo, a lista de títulos conquistados por cada carnavalesco. Mais de cinquenta profissionais já conquistaram o título máximo do carnaval carioca, seja em trabalhos individuais, em dupla ou participando de comissões. Joãosinho Trinta é o maior vencedor do carnaval do Rio de Janeiro com nove títulos conquistados na primeira divisão. 

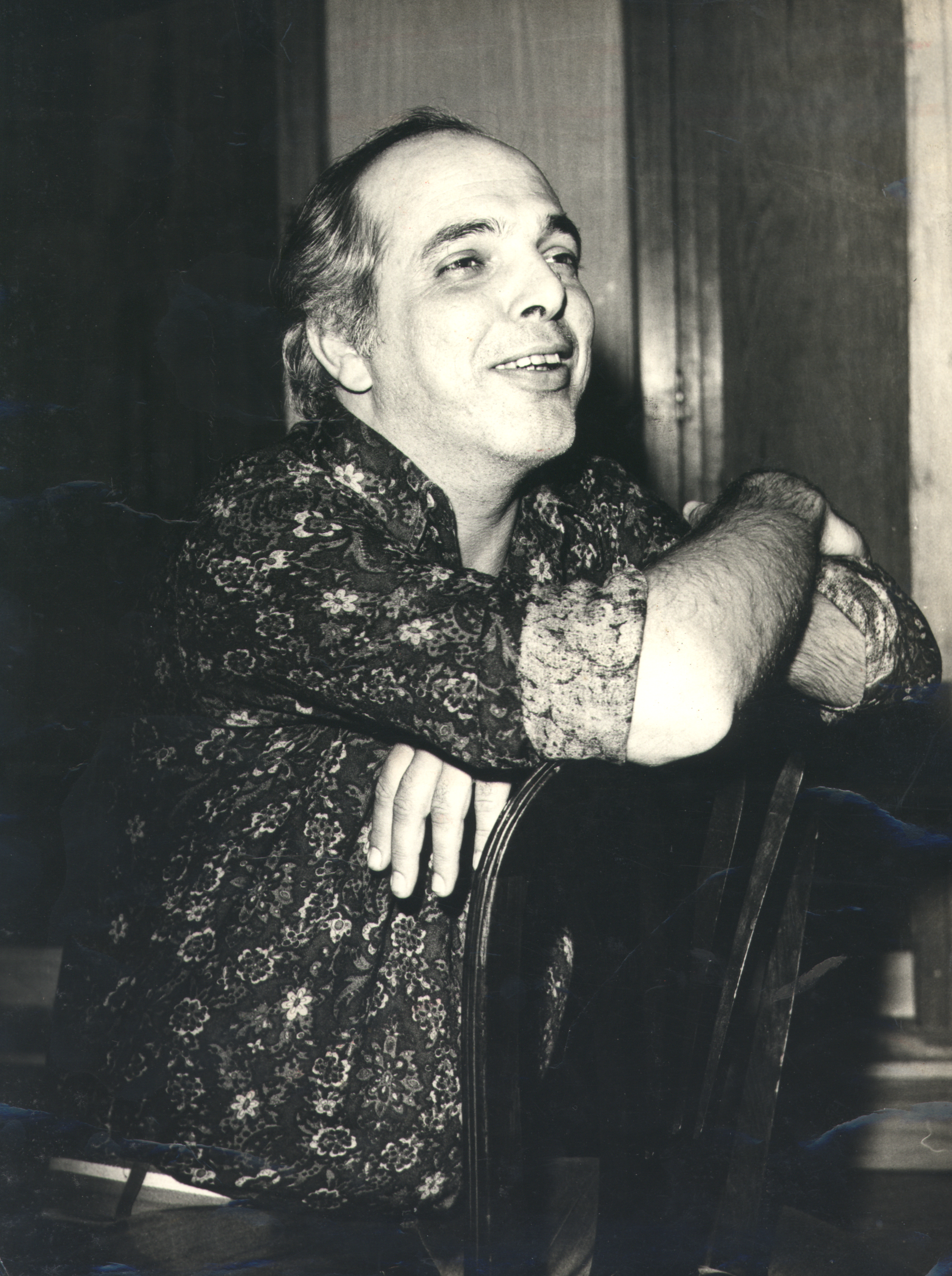
O carnavalesco Arlindo Rodrigues tem oito títulos conquistados no carnaval do Rio.

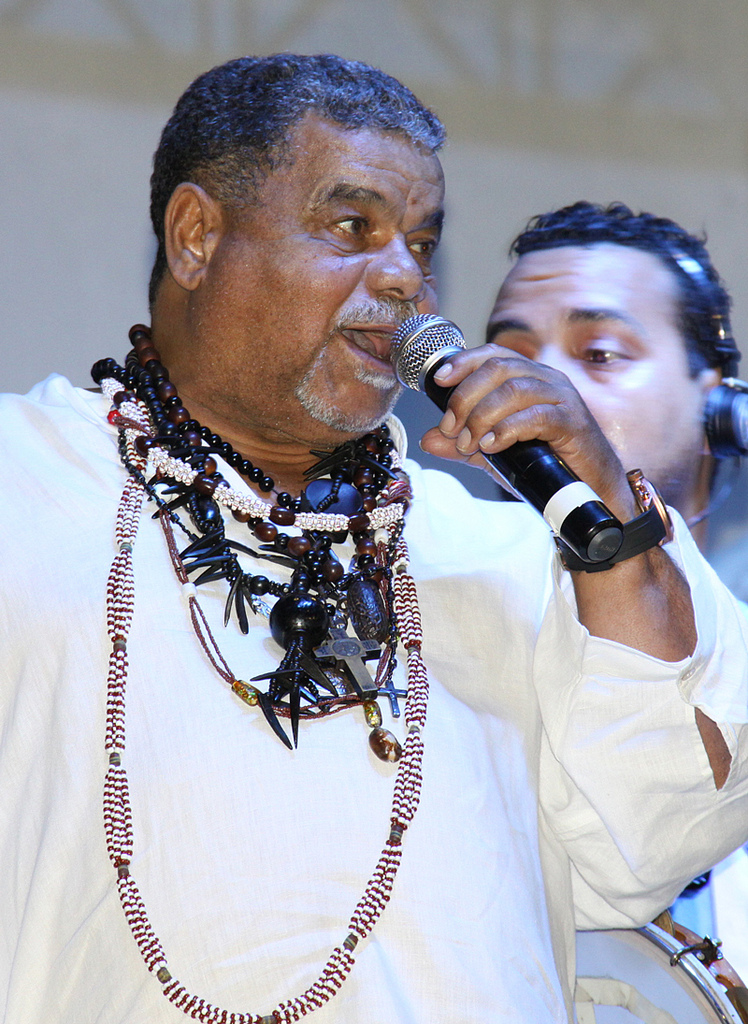
Desde que instaurou a Comissão de Carnaval na Beija-Flor, em 1998, Laíla conquistou oito títulos pela escola.

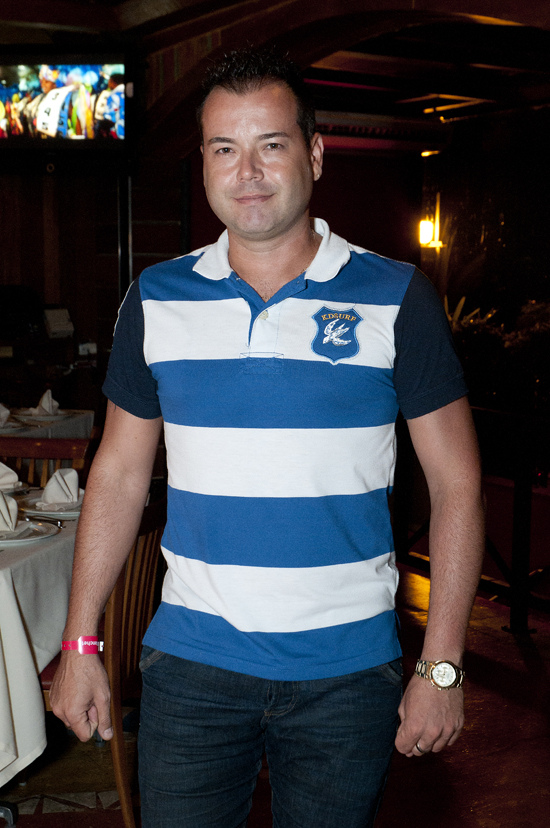
O carnavalesco Fran Sérgio conquistou oito títulos participando da Comissão de Carnaval da Beija-Flor.

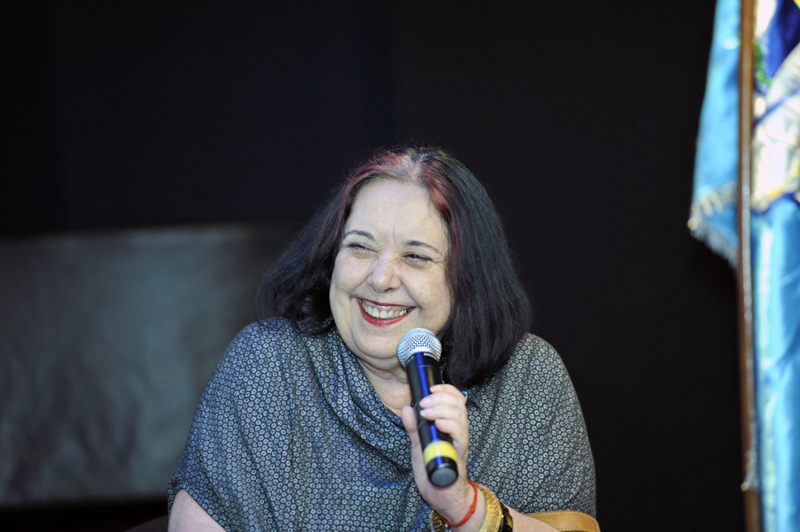
Rosa Magalhães é uma das maiores vencedoras do carnaval carioca, com sete títulos no currículo.

| Legenda: † Carnavalesco(a) falecido(a) |

| #  | Carnavalesco(a)          | Títulos | Anos                                                  |
| -- | ------------------------ | ------- | ----------------------------------------------------- |
| 1  | Joãsinho Trinta †        | 9       | 1971, 1974, 1975, 1976, 1977, 1978, 1980, 1983 e 1997 |
| 2  | Arlindo Rodrigues †      | 8       | 1960, 1963, 1965, 1969, 1971, 1979, 1980 e 1981       |
| 2  | Fran Sérgio              | 8       | 1998, 2003, 2004, 2005, 2007, 2008, 2011 e 2015       |
| 2  | Laíla †                  | 8       | 2003, 2004, 2005, 2007, 2008, 2011, 2015 e 2018       |
| 2  | Ubiratan Silva           | 8       | 1998, 2003, 2004, 2005, 2007, 2008, 2011 e 2015       |
| 3  | Rosa Magalhães †         | 7       | 1982, 1994, 1995, 1999, 2000, 2001 e 2013             |
| 4  | Alexandre Louzada        | 6       | 1998, 2006, 2007, 2008, 2011 e 2017                   |
| 4  | Lino Manoel dos Reis †   | 6       | 1941, 1942, 1946, 1947, 1951 e 1953                   |
| 5  | Cid Carvalho             | 5       | 1998, 2003, 2004, 2005 e 2018                         |
| 5  | Júlio Mattos †           | 5       | 1967, 1968, 1973, 1986 e 1987                         |
| 5  | Shangai †                | 5       | 2003, 2004, 2005, 2007 e 2008                         |
| 6  | Djalma Vogue †           | 4       | 1957, 1958, 1959 e 1960                               |
| 6  | Fernando Pamplona †      | 4       | 1960, 1965, 1969 e 1971                               |
| 6  | Paulo Barros             | 4       | 2010, 2012, 2014 e 2017                               |
| 6  | Renato Lage              | 4       | 1990, 1991, 1996 e 2009                               |
| 6  | Victor Santos            | 4       | 1998, 2011, 2015 e 2018                               |
| 7  | Liga da Defesa Nacional  | 3       | 1943, 1944 e 1945                                     |
| 7  | Max Lopes†               | 3       | 1984, 1989 e 2002                                     |
| 7  | Leandro Vieira           | 3       | 2016, 2019 e 2023                                     |
| 7  | Nelson de Andrade †      | 3       | 1962, 1964 e 1966                                     |
| 8  | Bianca Behrends          | 2       | 2015 e 2018                                           |
| 8  | Fernando Pinto †         | 2       | 1972 e 1985                                           |
| 8  | Lilian Rabello           | 2       | 1990 e 1991                                           |
| 8  | Maria Augusta            | 2       | 1971 e 1974                                           |
| 8  | Paulo da Portela †       | 2       | 1939 e 1941                                           |
| 8  | Tarcisio Zanon           | 2       | 2020 e 2024                                           |
| 11 | Amarildo de Mello        | 1       | 1998                                                  |
| 11 | Anderson Müller          | 1       | 1998                                                  |
| 11 | André Cezari             | 1       | 2015                                                  |
| 11 | Antônio Caetano †        | 1       | 1935                                                  |
| 11 | Arnaldo Pederneiras †    | 1       | 1970                                                  |
| 11 | Candeia †                | 1       | 1957                                                  |
| 11 | Chico Spinoza            | 1       | 1992                                                  |
| 11 | Cláudio Russo            | 1       | 2015                                                  |
| 11 | Clóvis Bornay †          | 1       | 1970                                                  |
| 11 | Edmundo Braga †          | 1       | 1984                                                  |
| 11 | Euzébio †                | 1       | 1947                                                  |
| 11 | Gabriel Haddad           | 1       | 2022                                                  |
| 11 | Ilvamar Magalhães        | 1       | 1988                                                  |
| 11 | Joacir †                 | 1       | 1957                                                  |
| 11 | João Moleque †           | 1       | 1960                                                  |
| 11 | João Vitor Araújo        | 1       | 2025                                                  |
| 11 | Leonardo Bora            | 1       | 2022                                                  |
| 11 | Léo Mídia                | 1       | 2018                                                  |
| 11 | Lícia Lacerda            | 1       | 1982                                                  |
| 11 | Maçu da Mangueira †      | 1       | 1933                                                  |
| 11 | Marcus Ferreira          | 1       | 2020                                                  |
| 11 | Mário Borriello †        | 1       | 1993                                                  |
| 11 | Mário Monteiro †         | 1       | 1992                                                  |
| 11 | Milton Siqueira †        | 1       | 1988                                                  |
| 11 | Nelson Ricardo           | 1       | 1998                                                  |
| 11 | Newton de Sá             | 1       | 1960                                                  |
| 11 | Paulino Espírito Santo † | 1       | 1984                                                  |
| 11 | Paulo César Cardoso      | 1       | 1988                                                  |
| 11 | Paulo Führo              | 1       | 1998                                                  |
| 11 | Pedro Palheta †          | 1       | 1933                                                  |
| 11 | Rodrigo Pacheco          | 1       | 2018                                                  |
| 11 | Viriato Ferreira †       | 1       | 1980                                                  |

### Títulos consecutivos
Abaixo, a relação de títulos conquistados consecutivamente por cada carnavalesco. Joãosinho Trinta detém a marca de cinco títulos conquistados consecutivamente de 1974 a 1978.

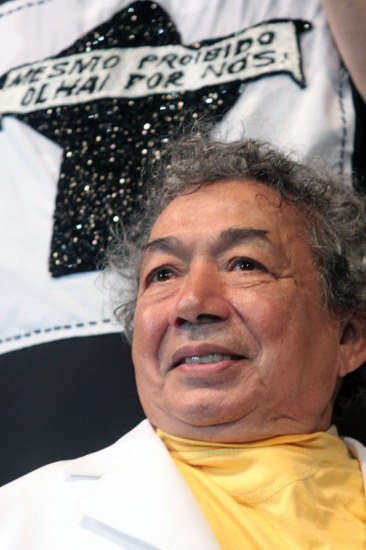
Joãosinho Trinta é o carnavalesco que mais títulos conquistou consecutivamente. Foram cinco campeonatos seguidos: Dois pelo Salgueiro (1974-75) e três pela Beija-Flor (1976-77-78).

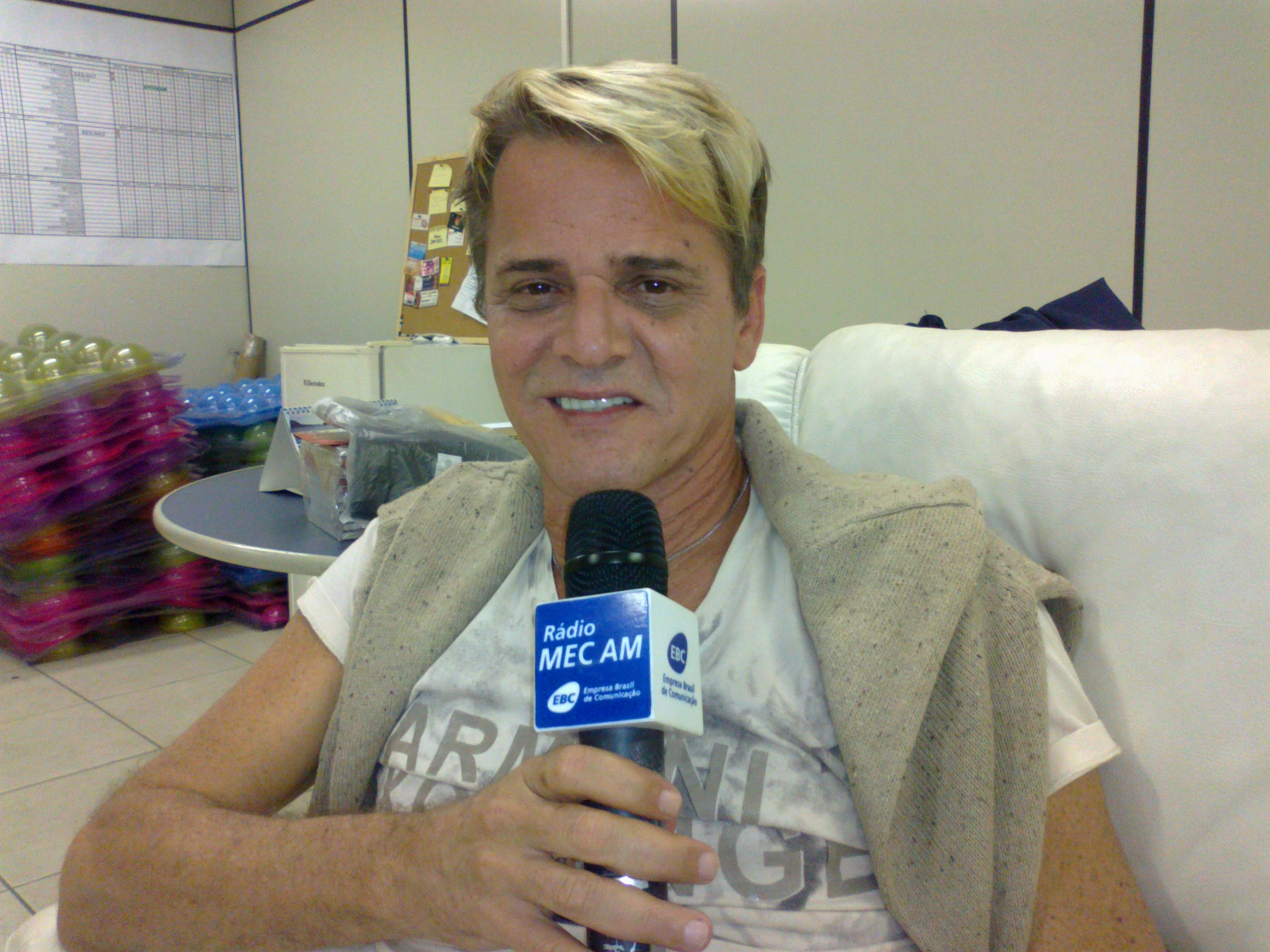
Alexandre Louzada conquistou três títulos consecutivos entre 2006 e 2008, sendo um pela Vila Isabel, e dois pela Beija-Flor.

| Títulos | Carnavalesco(a)         | Anos                          |
| ------- | ----------------------- | ----------------------------- |
| 5       | Joãosinho Trinta        | 1974, 1975, 1976, 1977 e 1978 |
| 4       | Djalma Vogue            | 1957, 1958, 1959 e 1960       |
| 3       | Arlindo Rodrigues       | 1979, 1980 e 1981             |
| 3       | Rosa Magalhães          | 1999, 2000 e 2001             |
| 3       | Cid Carvalho            | 2003, 2004 e 2005             |
| 3       | Fran Sérgio             | 2003, 2004 e 2005             |
| 3       | Laíla                   | 2003, 2004 e 2005             |
| 3       | Shangai                 | 2003, 2004 e 2005             |
| 3       | Ubiratan Silva          | 2003, 2004 e 2005             |
| 3       | Alexandre Louzada       | 2006, 2007 e 2008             |
| 3       | Liga da Defesa Nacional | 1943, 1944 e 1945             |
| 2       | Lino Manoel dos Reis    | 1941 e 1942                   |
| 2       | Lino Manoel dos Reis    | 1946 e 1947                   |
| 2       | Júlio Mattos            | 1967 e 1968                   |
| 2       | Júlio Mattos            | 1986 e 1987                   |
| 2       | Lilian Rabello          | 1990 e 1991                   |
| 2       | Renato Lage             | 1990 e 1991                   |
| 2       | Rosa Magalhães          | 1994 e 1995                   |
| 2       | Fran Sérgio             | 2007 e 2008                   |
| 2       | Laíla                   | 2007 e 2008                   |
| 2       | Shangai                 | 2007 e 2008                   |
| 2       | Ubiratan Silva          | 2007 e 2008                   |

### Títulos consecutivos em escolas diferentes
Apenas três carnavalescos conseguiram a façanha de vencer consecutivamente em escolas diferentes.
| Carnavalesco(a)   | Ano / Escola                                                                         |
| ----------------- | ------------------------------------------------------------------------------------ |
| Joãosinho Trinta  | 1974 e 1975 (Acadêmicos do Salgueiro), 1976, 1977 e 1978 (Beija-Flor)                |
| Arlindo Rodrigues | 1979 (Mocidade Independente de Padre Miguel), 1980 e 1981 (Imperatriz Leopoldinense) |
| Alexandre Louzada | 2006 (Unidos de Vila Isabel), 2007 e 2008 (Beija-Flor)                               |

### Campeões por escolas diferentes
Abaixo, a lista de carnavalescos campeões em escolas diferentes. Alexandre Louzada detém o recorde de ter sido campeão em quatro agremiações.
| Carnavalesco(a)   | Quantidade | Escolas em que venceu                                                                                    |
| ----------------- | ---------- | --- |
| Alexandre Louzada | 4 escolas  | Estação Primeira de Mangueira, Unidos de Vila Isabel, Beija-Flor e Mocidade Independente de Padre Miguel |
| Arlindo Rodrigues | 3 escolas  | Acadêmicos do Salgueiro, Mocidade Independente de Padre Miguel e Imperatriz Leopoldinense                |
| Joãosinho Trinta  | 3 escolas  | Acadêmicos do Salgueiro, Beija-Flor e Unidos do Viradouro                                                |
| Rosa Magalhães    | 3 escolas  | Império Serrano, Imperatriz Leopoldinense e Unidos de Vila Isabel                                        |
| Fernando Pinto    | 2 escolas  | Império Serrano e Mocidade Independente de Padre Miguel                                                  |
| Max Lopes         | 2 escolas  | Estação Primeira de Mangueira e Imperatriz Leopoldinense                                                 |
| Paulo Barros      | 2 escolas  | Unidos da Tijuca e Portela                                                                               |
| Leandro Vieira    | 2 escolas  | Estação Primeira de Mangueira e Imperatriz Leopoldinense                                                 |
| Renato Lage       | 2 escolas  | Mocidade Independente de Padre Miguel e Acadêmicos do Salgueiro                                          |

### Campeões por década
Antônio Caetano, Maçu da Mangueira, Paulo da Portela e Pedro Palheta foram os primeiros carnavalescos campeões do carnaval carioca. Cada um conquistou um título na década de 1930. Ainda que na época o termo "carnavalesco" não fosse difundido no meio, foram eles os responsáveis pelo enredo e pela parte plástica dos desfiles. Lino Manoel dos Reis foi o maior campeão da década de 1940, vencendo quatro carnavais pela Portela. Djalma Vogue foi quem mais venceu na década de 1950, ganhando três campeonatos pela Portela. Na década de 1960, Arlindo Rodrigues foi o maior vencedor, conquistando quatro títulos. A década de 1970 foi dominada por Joãosinho Trinta, que venceu seis campeonatos. Arlindo Rodrigues, Joãosinho Trinta, Júlio Mattos e Max Lopes ganharam dois títulos, cada um, nos anos 80. A década de 1990 marcou a rivalidade entre Renato Lage (na Mocidade) e Rosa Magalhães (na Imperatriz). Cada um conquistou três títulos. Nos anos 2000, Laíla, Fran Sérgio, Ubiratan Silva e Shangai se sobressaíram aos demais, conquistando cinco títulos pela Comissão de Carnaval da Beija-Flor. Paulo Barros foi o maior vencedor da década de 2010, com quatro campeonatos conquistados.
| Década | Carnavalesco / (títulos na década) |
| ------ | --- |
| 1930   | Antônio Caetano (1); Maçu da Mangueira (1); Paulo da Portela (1); e Pedro Palheta (1) |
| 1940   | Lino Manoel dos Reis (4); Liga da Defesa Nacional (2); Euzébio (1); e Paulo da Portela (1) |
| 1950   | Djalma Vogue (3); Lino Manoel dos Reis (2); Candeia (1); e Joacir (1) |
| 1960   | Arlindo Rodrigues (4); Fernando Pamplona (3); Nelson de Andrade (3); Júlio Mattos (2); Djalma Vogue (1); João Moleque (1); e Newton de Sá (1) |
| 1970   | Joãosinho Trinta (6); Arlindo Rodrigues (2); Maria Augusta (2); Arnaldo Pederneiras (1); Clóvis Bornay (1); Fernando Pamplona (1); Fernando Pinto (1); e Júlio Mattos (1) |
| 1980   | Arlindo Rodrigues (2); Joãosinho Trinta (2); Júlio Mattos (2); Max Lopes (2); Edmundo Braga (1); Fernando Pinto (1); Ilvamar Magalhães (1); Lícia Lacerda (1); Milton Siqueira (1); Paulino Espírito Santo (1); Paulo César Cardoso (1); Rosa Magalhães (1); Viriato Ferreira (1)                                                        |
| 1990   | Renato Lage (3); Rosa Magalhães (3); Lilian Rabello (2); Alexandre Louzada (1); Amarildo de Mello (1); Anderson Müller (1); Cid Carvalho (1); Chico Spinoza (1); Fran Sérgio (1); Joãosinho Trinta (1); Laíla (1); Mário Borriello (1); Mário Monteiro (1); Nelson Ricardo (1); Paulo Führo (1); Ubiratan Silva (1); e Victor Santos (1) |
| 2000   | Laíla (5); Fran Sérgio (5); Ubiratan Silva (5); Shangai (5); Alexandre Louzada (3); Cid Carvalho (3); Rosa Magalhães (2); Max Lopes (1); e Renato Lage (1) |
| 2010   | Paulo Barros (4); Laíla (3); Victor Santos (3); Alexandre Louzada (2); Bianca Behrends (2); Fran Sérgio (2); Leandro Vieira (2); Ubiratan Silva (2); André Cezari (1); Cid Carvalho (1); Cláudio Russo (1); Edson Pereira (1); Léo Mídia (1); Rodrigo Pacheco (1); e Rosa Magalhães (1)                                                  |
| 2020   | Tarcisio Zanon (2); Marcus Ferreira (1); Gabriel Haddad (1); Leonardo Bora (1); Leandro Vieira (1), João Vitor Araújo (1) |

### Distância entre títulos
Abaixo, a listagem de maiores intervalos entre títulos de um mesmo carnavalesco(a). A maior distância entre dois campeonatos ocorreu com Joãosinho Trinta. Vencedor do carnaval de 1983, o carnavalesco levou 14 anos para conquistar um novo título de campeão, em 1997.
| Tempo   | Carnavalesco / (distância entre títulos) |
| ------- | --- |
| 14 anos | Joãosinho Trinta (1983—1997) |
| 13 anos | Fernando Pinto (1972—1985); Júlio Mattos (1973—1986); Max Lopes (1989—2002); Renato Lage (1996—2009); Victor Santos (1998—2011); Cid Carvalho (2005—2018) |
| 12 anos | Rosa Magalhães (1982—1994 e 2001—2013) |
| 8 anos  | Arlindo Rodrigues (1971—1979); Alexandre Louzada (1998—2006) |
| 6 anos  | Alexandre Louzada (2011—2017) |
| 5 anos  | Fernando Pamplona (1960—1965); Júlio Mattos (1968—1973); Max Lopes (1984—1989); Renato Lage (1991—1996); Cid Carvalho, Fran Sérgio e Ubiratan Silva (1998—2003) |
| 4 anos  | Lino Manoel dos Reis (1942—1946 e 1947—1951); Arlindo Rodrigues e Fernando Pamplona (1965—1969); Rosa Magalhães (1995—1999); Laíla, Fran Sérgio, Ubiratan Silva e Victor Santos (2011—2015); Leandro Vieira (2019-2023); Tarcisio Zanon (2020-2024)                                                                                          |
| 3 anos  | Arlindo Rodrigues (1960—1963); Joãosinho Trinta e Maria Augusta (1971—1974); Joãosinho Trinta (1980—1983); Laíla, Alexandre Louzada, Fran Sérgio e Ubiratan Silva (2008—2011); Paulo Barros (2014—2017); Laíla, Victor Santos e Bianca Behrends (2015—2018); Leandro Vieira (2016—2019)                                                      |
| 2 anos  | Paulo da Portela (1939—1941); Lino Manoel dos Reis (1951—1953); Nelson de Andrade (1962—1964); Arlindo Rodrigues (1963—1965); Nelson de Andrade (1964—1966); Arlindo Rodrigues e Fernando Pamplona (1969—1971); Joãosinho Trinta (1978—1980); Laíla, Fran Sérgio, Ubiratan Silva e Shangai (2005—2007); Paulo Barros (2010—2012 e 2012—2014) |